# 더 페데스트리언
더 페데스트리언(The Pedestrian)은 미국 스튜디오 스쿠컴 아트 LLC(Skookum Arts LLC)에서 개발하고 출시한 횡스크롤 퍼즐 플랫폼 게임이다. 이 게임은 원래 리눅스, macOS, 마이크로소프트 윈도우용으로 2020년 1월에 출시되었다. 2020년 8월, 스테이트 오브 플레이(State of Play) 프레젠테이션에서 플레이스테이션 4 및 플레이스테이션 5용 포팅이 2021년 1월로 발표되었다. 이후 2022년 1월 엑스박스 원 및 엑스박스 시리즈 X/S용으로 출시되었다. 결국 2024년 1월 18일 닌텐도 스위치용으로 출시되었다.

## 게임플레이
플레이어는 표준화된 출구 표지판, 화장실 표지판, 보행자 신호등 등에서 볼 수 있는 것과 유사한 남성 또는 여성 스틱 그림을 구현한다. 게임 세계는 3차원이지만 플레이어 캐릭터는 엄격하게 얼굴에 의해 생성된 2D 공간 내에 존재한다. 다양한 거리와 건물 표지판을 통해 뉴욕시의 여러 지역을 여행하면서 그 사이를 탐색한다. 캐릭터는 왼쪽과 오른쪽으로 움직이고, 제한된 거리를 점프하고, 반고체 바닥을 뛰어넘고, 특정 물건을 집고, 문과 스위치와 상호 작용할 수 있다. 표지판에는 접이식 플랫폼 및 기둥, 트램펄린, 치명적인 위험, 엘리베이터, 잠긴 문 및 많은 퍼즐 기반 플랫폼 게임에 공통적으로 적용되는 기타 유사한 요소와 같은 탐색 장애물이 포함될 수 있다.
초기에는 각 표지판에 입구와 출구가 하나만 있으므로 플레이어가 앞으로 나아가려면 출구에 도달하기만 하면 된다. 그런 다음 게임은 "세트"로 함께 나타나는 여러 표지판의 개념을 도입하여 플레이어 캐릭터가 문, 사다리 및 기타 유형의 포털을 통해 표지판 사이를 이동할 수 있도록 한다. 각 개별 표지판을 탐색하는 것 외에도 출구까지 일관된 경로를 형성하기 위해 어떤 출입구 쌍을 서로 연결해야 하는지 결정하는 것이 게임플레이의 핵심이 된다. 여러 표지판이 세트로 나타나는 경우 플레이어는 출입구를 서로 적절하게 연결하기 위해 표지판을 2D 평면에서 재구성해야 한다. 예를 들어, 한 표지판에서 아래로 내려가는 사다리는 그 아래에 있는 다른 표지판으로 이어지는 사다리 상단에만 연결할 수 있으며, 그 위에는 연결할 수 없다. 플레이어 캐릭터가 세트의 두 표지판 사이의 출입구를 통과하면 연결이 영구적이 되며 레벨을 다시 시작하지 않으면 변경할 수 없다. 일부 레벨은 이 주제에 대해 더 복잡한 변형(전혀 움직일 수 없거나 움직임 범위가 제한된 표지판)을 제공한다.
2D 공간의 다양한 개체와의 상호 작용도 상당히 초기에 게임 플레이의 핵심 구성 요소가 된다. 더 높은 플랫폼으로 점프하기 위한 기반을 만들기 위해 상자를 밀 수 있다. 잠긴 문을 열기 위해 열쇠를 집어들 수 있다. 움직이지 않는 스위치를 사용하여 다양한 방법으로 장애물을 활성화할 수 있다. 어느 시점에서 게임은 표지판 사이를 연결하는 전선을 도입하여 플레이어가 앞으로 나아갈 길을 열기 위해 전기 연결을 닫는 전선 스풀을 찾아야 한다. 마찬가지로, 계속 진행하려면 다양한 다른 개체를 적절한 위치에 배치해야 할 수도 있다. 이는 결국 여러 분기 경로가 있는 레벨로 이어지며, 여기서 플레이어는 필요한 모든 부품을 획득할 때까지 매번 두 배로 증가하여 중앙 위치에 다양한 항목을 수집해야 한다.
플레이어는 각 레벨에서 무제한으로 재시도할 수 있다. 위험 요소로 인해 사망하면 지정된 위치(표지판 또는 표지판 세트 입구 근처)에서 다시 생성되며, 버튼을 누르면 레벨을 초기 상태로 자유롭게 재설정할 수 있다.

## 개발
개발이 예상보다 오래 걸렸다. 출시일을 미루고도 게임 출시 준비가 되지 않자, 개발자들은 기재된 출시일을 '완료가 될 때'(When it's finished)로 변경했다.

## 평가
| 평가 |             |
| --- | ----------- |
| 통합 점수 통합사 점수 메타크리틱 81/100 [ 1 ] 평론 점수 평론사 점수 4Players 84/100 [ 2 ] 유로게이머 Recommended [ 3 ] 게임스팟 7/10 [ 4 ] 하드코어 게이머 4/5 [ 5 ] PC 게이머 (UK) 75/100 [ 6 ] |             |
| 통합 점수 |             |
| 통합사 | 점수        |
| 메타크리틱 | 81/100      |
| 평론 점수 |             |
| 평론사 | 점수        |
| 4Players | 84/100      |
| 유로게이머 | Recommended |
| 게임스팟 | 7/10        |
| 하드코어 게이머 | 4/5         |
| PC 게이머 (UK) | 75/100      |